# جویندگان
جویندگان (به انگلیسی: The Searchers) یک فیلم تکنی کالر در ژانر وسترن به کارگردانی جان فورد و با بازی جان وین، جفری هانتر و ورا مایلز محصول سال ۱۹۵۶ ایالات متحده است. فیلم جویندگان در گیشه موفق بود، با این وجود نامزد هیچ‌یک از جوایز اسکار نشد. در سال ۲۰۰۸، بنیاد فیلم آمریکا، جویندگان را به عنوان بهترین فیلم وسترن تاریخ سینمای آمریکا انتخاب کرد. در سال ۲۰۰۷ نیز این فیلم، در فهرست صد فیلم برتر تاریخ که توسط بنیاد فیلم آمریکا تنظیم شده بود، در جایگاه دوازدهم ایستاد.
اکثریت جویندگان را با عنوان بهترین فیلم جان فورد و یکی از بهترین فیلم‌های تاریخ سینما می‌شناسند.

## خلاصه داستان
ایتن ادواردز (جان وین) یک کهنه‌سرباز جنگ داخلی آمریکا است. او که خانواده‌ای ندارد، بعد از سال‌ها به خانهٔ برادرش برمی‌گردد. چند روز بعد، اعضای خانوادهٔ برادرش در حملهٔ سرخ‌پوستانِ کومانچی کشته می‌شوند و برادرزاده‌اش دِبی توسط آن‌ها ربوده می‌شود. به این ترتیب، ایتن تصمیم می‌گیرد به دنبال برادرزاده‌اش برود و به جستجوی او بپردازد. در این راه، برادرزادهٔ ناتنی‌اش مارتین (جفری هانتر) نیز به او کمک می‌کند….

## بازیگران
| بازیگر     | نقش                          |
| ---------- | ---------------------------- |
| جان وین    | ایتن ادواردز                 |
| جفری هانتر | مارتین پاولی                 |
| ورا مایلز  | لوری جرجنسن                  |
| وارد باند  | کاپیتان ساموئل جانسون کلیتون |
| ناتالی وود | دبی                          |
| جان کوالن  | لارس                         |